# Proteção à testemunha
A proteção de testemunha é a segurança fornecida a uma pessoa ameaçada que fornece evidências testemunhais ao sistema de justiça, incluindo réus e outros clientes, antes, durante e depois de um julgamento, geralmente pela polícia. Embora uma testemunha possa exigir proteção apenas até a conclusão de um julgamento, algumas testemunhas recebem uma nova identidade e podem viver o resto de suas vidas sob proteção do governo.
A proteção de testemunhas geralmente é necessária em julgamentos contra o crime organizado, onde a aplicação da lei vê o risco de as testemunhas serem intimidadas pelos colegas de réus. Também é usado em julgamentos de crimes de guerra.

## Proteção de testemunhas por país
Nem todos os países têm programas formais de proteção a testemunhas; em vez disso, a polícia local pode implementar proteção informal conforme a necessidade em casos específicos.

### Canadá
A Lei do Programa de Proteção a Testemunhas do Canadá recebeu o consentimento real em 20 de junho de 1996. O programa é administrado pela Real Polícia Montada do Canadá (RCMP), com apoio de todos os níveis do governo e das forças policiais.

### Estados Unidos
Os Estados Unidos estabeleceram um programa formal de proteção a testemunhas, administrado pelo Serviço de Delegados dos Estados Unidos, sob a Lei de Controle do Crime Organizado de 1970. Antes disso, a proteção de testemunhas havia sido instituída sob a Lei Ku Klux Klan de 1871 para proteger as pessoas que testemunhavam contra membros da Ku Klux Klan. No início do século 20, o Federal Bureau of Investigation também criou ocasionalmente novas identidades para proteger testemunhas.
Muitos estados americanos, incluindo Califórnia, Connecticut, Illinois, Nova York e Texas, além de Washington, D.C., têm seus próprios programas de proteção a testemunhas por crimes não cobertos pelo programa federal. Os programas estatais oferecem proteções menos extensas do que o programa federal. Eles também não podem manter ou ter tantas pessoas envolvidas quanto o programa federal.
Antes que os fundos de proteção a testemunhas possam ser buscados, a aplicação da lei deve realizar uma avaliação da ameaça ou do potencial de perigo. Essa avaliação inclui uma análise da extensão em que a pessoa ou pessoas que fazem as ameaças precisam ter os recursos, intenções e motivação para executá-las e quão credíveis e sérias as ameaças parecem ser. Quando as ameaças são consideradas credíveis e as testemunhas solicitam assistência policial, os fundos de proteção para as testemunhas podem ser usados para prestar assistência às testemunhas, o que ajuda a polícia a manter as testemunhas seguras e a garantir que as testemunhas apareçam no tribunal e prestem testemunho.
Acordos especiais, conhecidos como vistos S-5 e S-6, também existem para trazer testemunhas estrangeiras importantes para os EUA do exterior. Os vistos T podem ser usados para admitir nos Estados Unidos vítimas de tráfico de pessoas que estejam dispostas a ajudar nos processos dos traficantes.

### Hong Kong
Vários departamentos do Departamento de Segurança de Hong Kong possuem unidades especializadas para proteger as testemunhas e suas famílias que enfrentam ameaças à sua vida. Unidades notáveis incluem a Unidade de Proteção a Testemunhas (WPU) da Força Policial de Hong Kong, a Seção de Proteção a Testemunhas e Armas de Fogo (R4) do ICAC e a WPU da Alfândega de Hong Kong.
Os membros dessas unidades são treinados em proteção, armas de fogo, autodefesa, treinamento físico e tático. Eles são treinados principalmente no uso e expedição da pistola compacta Glock 19 como arma lateral. O Glock 17 padrão ou os braços longos, como a submetralhadora Heckler & Koch MP5 ou a espingarda Remington Modelo 870, poderão ser emitidos se a testemunha enfrentar ameaças maiores. Uma nova identidade pode ser dada a uma testemunha, e o governo poderá realocá-las para longe de Hong Kong se a testemunha ainda estiver sendo ameaçada após o final do julgamento.

### Irlanda
O Programa de Segurança de Testemunhas na República da Irlanda é administrado pelo Procurador-Geral da Irlanda e é operado pela elite Special Detective Unit (SDU) da Garda Síochána, a força policial nacional. O programa foi criado oficialmente em 1997, após o assassinato da jornalista Veronica Guerin por uma quadrilha de traficantes que ela reportava. As testemunhas do programa recebem uma nova identidade, endereço e proteção policial armada na Irlanda ou no exterior (geralmente nos países anglófonos). Eles geralmente recebem assistência financeira, pois as testemunhas devem deixar seu emprego anterior regularmente. A proteção de testemunhas é usada em casos graves de crime organizado e terrorismo. O governo irlandês concederá proteção somente àqueles que cooperarem com as investigações conduzidas pela Garda Síochána. As aparições em tribunais por testemunhas de proteção são realizadas sob a segurança da Unidade de Resposta de Emergência (URE), o grupo de operações especiais de armas e táticas de mais alto nível nas forças policiais irlandesas. Nunca houve uma violação de segurança relatada na qual um protegido foi ferido.

### Israel
A Autoridade Israelense de Proteção de Testemunhas, uma unidade do Ministério da Segurança Pública, é responsável pela proteção de testemunhas em Israel. A unidade foi criada por lei com a aprovação da Lei de Proteção a Testemunhas, 2008.

### Itália
O programa de proteção a testemunhas na Itália foi oficialmente estabelecido em 1991, gerenciado pelo Departamento Central de Proteção ( Servizio centrale di protezione ). Anteriormente, as testemunhas eram geralmente protegidas em casos excepcionais pela polícia, mas isso costumava ser insuficiente. Em particular, o programa de proteção a testemunhas estava focado na proteção dos chamados pentiti, ex-membros de organizações criminosas ou terroristas que, quebrando o código de silêncio, decidiram cooperar com as autoridades.
Durante os anos 80, no Julgamento Maxi contra Cosa Nostra, os informantes Tommaso Buscetta e Salvatore Contorno foram protegidos pelo FBI devido à falta de um programa de proteção a testemunhas na Itália. Embora o pentiti (geralmente de organizações terroristas de motivação política) tenha se apresentado desde a década de 1970 durante os chamados Anos de Chumbo, foi somente no início dos anos 90 que o programa foi oficialmente estabelecido para gerenciar com eficiência o fluxo de pentiti que havia desertado do país de grandes organizações criminosas da Itália na época, como Cosa Nostra, Camorra, Ndrangheta, Sacra Corona Unita, Banda della Magliana e várias outras. A maioria das testemunhas recebe novas identidades e vive sob proteção do governo por vários anos, ou às vezes a vida inteira. O programa de proteção a testemunhas na Itália chegou às vezes criticado por não proteger adequadamente certas testemunhas, como foi o caso com os assassinatos de alto perfil pentiti Claudio Sicilia e Luigi Ilardo.

### Reino Unido
O Reino Unido possui um sistema nacional de proteção a testemunhas, gerenciado pelo Serviço de Pessoas Protegidas do Reino Unido (UKPPS), responsável pela segurança de cerca de 3.000 pessoas. O UKPPS faz parte da Agência Nacional de Crimes. O serviço é prestado regionalmente pelas forças policiais locais. Antes da formação do UKPPS em 2013, a proteção de testemunhas era de responsabilidade exclusiva das forças policiais locais.

### Suíça
A lei suíça não prevê um programa de proteção a testemunhas. A polícia cantonal pode fornecer proteção ad hoc em casos excepcionais.

### Taiwan
A República da China promulgou a Lei de Proteção a Testemunhas em 9 de fevereiro de 2000  em Taiwan.

### Ucrânia
Na Ucrânia, dependendo da natureza do caso e do local do julgamento, a segurança das testemunhas é de responsabilidade de diferentes agências, como a unidade especial de polícia judiciária Gryphon (parte do Ministério de Assuntos Internos ), o Serviço de Segurança da Ucrânia e, anteriormente, a unidade policial especial Berkut.